# Saint-Hilaire-de-Gondilly
Saint-Hilaire-de-Gondilly è un comune francese di 193 abitanti situato nel dipartimento del Cher, nella regione del Centro-Valle della Loira.

## Società

### Evoluzione demografica
Abitanti censiti